# Parafia św. Ignacego Loyoli we Wronowach
Parafia pw. św. Ignacego Loyoli we Wronowach – rzymskokatolicka parafia w dekanacie strzelińskim, w archidiecezji gnieźnieńskiej.

## Historia
Parafia została utworzona w 1933 r. W roku 1934 utworzono tu cmentarz. Kościół zbudowany w 1933 roku, murowany. Wcześniej Wronowy należały do parafii w Strzelnie.

## Dokumenty parafialne
Księgi metrykalne:
- ochrzczonych od 1933 roku
- małżeństw od 1934 roku
- zmarłych od 1934 roku

## Zasięg parafii
Miejscowości należące do parafii: Budy, Kijewice, Mirosławice, Młyny, Proszyska, Radunek, Witkowo, Wycinki, Wronowy, Żółwiny.